# Municipio Ocampo (Tamaulipas)
Koordinaten: 22° 50′ N, 99° 20′ W
Ocampo ist ein Municipio im mexikanischen Bundesstaat Tamaulipas. Das Municipio umfasst eine Fläche von 1480,8 km² und hat laut Zensus 2010 eine Einwohnerzahl von 12.962. Verwaltungssitz und größter Ort des Municipios ist das gleichnamige Ocampo.

## Geographie
Das Municipio Ocampo liegt im Südwesten des Bundesstaats Tamaulipas auf einer Höhe zwischen 50 m und 1800 m. Es zählt nahezu zur Gänze zur physiographischen Provinz der Sierra Madre Oriental, nur 0,1 % der Fläche werden zur Küstenebenen des nördlichen Golfes gezählt. Das Municipio liegt vollständig im Einzugsgebiet des Río Pánuco. Die Geologie des Municipios setzt sich aus etwa 40 % Kalkstein, 22 % Lutit, 18 % Basalt und 11 % Alluvionen zusammen, Bodentyp von über 59 % des Municipios ist der Leptosol bei 25 % Vertisol. Mehr als 70 % der Gemeindefläche sind bewaldet, etwa 25 % dienen dem Ackerbau.
Das Municipio Ocampo grenzt an die Municipios Tula, Palmillas, Jaumave, Gómez Farías, El Mante, Antiguo Morelos und Nuevo Morelos  sowie an den Bundesstaat San Luis Potosí.

## Bevölkerung
Beim Zensus 2010 wurden im Municipio 12.962 Menschen in 3.687 Wohneinheiten gezählt. Davon wurden 36 Personen als Sprecher einer indigenen Sprache registriert, darunter 11 Sprecher des Huasteco. 8,5 % der Bevölkerung waren Analphabeten. 4.333 Einwohner wurden als Erwerbspersonen registriert, wovon ca. 84 % Männer bzw. 2,6 % arbeitslos waren. Über elf Prozent der Bevölkerung lebten in extremer Armut.

## Orte
Das Municipio Altamira umfasst 142 bewohnte localidades, von denen lediglich der Hauptort vom INEGI als urban klassifiziert ist. Zwölf Orte wiesen beim Zensus 2010 eine Einwohnerzahl von über 200 auf. Die größten Orte sind:
| Ort                                | Einwohner |
| Ocampo                             | 5095      |
| Adolfo López Mateos (Chamal Nuevo) | 0899      |
| El Pensil                          | 0801      |
| Ricardo Flores Magón               | 0793      |